# 1984 في بلجيكا
فيما يلي قوائم الأحداث التي وقعت خلال عام 1984 في بلجيكا.

## رياضة
- 29 أبريل – جائزة بلجيكا الكبرى 1984 الفائز ميكيلي ألبوريتو.

## برامج ومسلسلات وأنمي
- السنافر

## مواليد

### فبراير
- 6 فبراير – جولي تاتون[1]

### مارس
- 13 مارس – ستيف دارسيس لاعب كرة مضرب بلجيكي.

### أغسطس
- 19 أغسطس – إرمانو فيجاتيلي ملاكم بلجيكي.

### ديسمبر
- 6 ديسمبر – كيفن أورس لاعب كرة قدم.[2]
- 12 ديسمبر – جيل دي شريفر ممثل بلجيكي.

## وفيات

### فبراير
- 12 فبراير – خوليو كورتاثر (مواليد 1914) كاتب أرجنتيني.[3]

### مارس
- 20 مارس – جان دي كليرك (مواليد 1905) لاعب كرة قدم بلجيكي.

### مايو
- 22 مايو – لورينت خريمونبريز (مواليد 1902) لاعب كرة قدم بلجيكي.

### ديسمبر
- 1 ديسمبر – ألفونس شيبرز (مواليد 1907) درّاج طريق بلجيكي.